# 核带间粒螺
核带间粒螺（学名：Viriola cancellata），是异腹足目左锥螺科双肋螺属的一种。主要分布于台湾，常栖息在浅水海域。